# Piz d'Emmat Dadora
Piz d'Emmat Dadora är en bergstopp i Schweiz.   Den ligger i regionen Albula och kantonen Graubünden, i den östra delen av landet, 180 km öster om huvudstaden Bern. Toppen på Piz d'Emmat Dadora är 2 851 meter över havet, eller 113 meter över den omgivande terrängen. Bredden vid basen är 0,59 km.
Terrängen runt Piz d'Emmat Dadora är huvudsakligen bergig. Närmaste större samhälle är St. Moritz, 12,1 km nordost om Piz d'Emmat Dadora. 
Trakten runt Piz d'Emmat Dadora består i huvudsak av gräsmarker. Runt Piz d'Emmat Dadora är det glesbefolkat, med 13 invånare per kvadratkilometer.